# A. Rafiq
Ahmad Rafiq, más conocido como A. Rafiq (5 de marzo de 1946 - 19 de enero de 2013) fue un actor y cantante dangdut indonesio.
A. Rafiq fue conocido como un cantante dangdut y estuvo activo en la industria musical de Indonesia desde 1970. En 1978 lanzó su primer sencillo, "Pandangan Pertama" ("First Sight"), que fue un gran éxito y propulsó su carrera en la escena dangdut Indonesia. Junto con Rhoma Irama y Sukaesih Elvy, fueron los cantantes dangdut más populares en los años 70. Rafiq era bien conocido por su traje imitación de Elvis Presley y los movimientos inspirados en las caderas-giratorias. 
Como cantante dangdut, también participó en varias películas de cine junto a Afero Farouk. Tuvo la oportunidad de dirigir algunas películas a nivel profesional. Trabajó en la telenovelas semi-drama musical titulada "El sexo pobre". Realizó varias telenovelas y también participó en ellas con músicos y cantantes como Mansur S, Hetty Soenjaya, Jaja Miharja e Ira Savira, y el veterano estrella Mieke Wijaya.

## Filmografía
- Si Gondrong (1971)
- Pengalaman Pertama (1977)
- Pandangan Pertama (1978)